# Макканн, Джаред
Джаред Макканн (англ. Jared McCann; род. 31 мая 1996, Стратфорд) — канадский хоккеист, нападающий клуба НХЛ «Сиэтл Кракен» и сборной Канады по хоккею.

## Карьера

### Клубная
Начал свою юниорскую карьеру за команду «Су-Сент-Мари Грейхаундз», которая выступает в OHL; в своём первом сезоне он был одним из результативных игроков, благодаря чему разделил вместе с Сергеем Толчинским награду «Новичок года» и был включён в Вторую команду новичков лиги.
На драфте НХЛ 2014 года был выбран в 1-м раунде под общим 24-м номером клубом «Ванкувер Кэнакс», с которым 24 июля того же года он подписал трёхлетний контракт новичка. Дебютировал в НХЛ 7 октября 2015 года в матче с «Калгари Флэймз», которая закончилась победой «Ванкувера» со счётом 5:1. 10 октября в матче с «Калгари» забросил свою первую шайбу в НХЛ, но «Калгари» выиграл матч в овертайме со счётом 3:2.
25 мая 2016 года он был обменян во «Флориду Пантерз» на Эрика Гудбрансона.
1 февраля 2019 года был обменян в «Питтсбург Пингвинз».
18 сентября 2020 года продлил с «пингвинами» контракт на два года.
17 июля 2021 года был обменян в «Торонто Мейпл Лифс», откуда 21 июля на драфте расширения его забрал новичок лиги «Сиэтл Кракен».
8 марта 2022 года подписал с клубом новый пятилетний контракт.

### Меджународная
В составе юниорской сборной играл на ЮЧМ-2014, на котором завоевал бронзовые медали.
В составе сборной Канады по хоккею играл на ЧМ-2019, на котором стал серебряным призёром.
В составе сборной Канады по хоккею играл на ЧМ-2024, на котором канадцы заняли итоговое 4-е место.

## Статистика
| Легенда | Легенда                    | Легенда | Легенда                   | Легенда | Легенда    |
| ------- | -------------------------- | ------- | ------------------------- | ------- | ---------- |
| И       | Количество проведённых игр | Штр     | Штрафное время            | +/−     | Плюс-минус |
| Г       | Голы                       | П       | Голевые передачи          | О       | Очки       |
| -       | Статистика неизвестна      | —       | Статистика не учитывалась |         |            |